# FC Cincinnati
FC Cincinnati je americký fotbalový klub ze Cincinnati v Ohiu hrající severoamerickou ligu Major League Soccer.

## Historie
Majitelé týmu FC Cincinnati v nižší americké lize USL Championship na začátku roku 2016 začali vyjednávat o potenciálním rozšíření MLS a Cincinnati bylo označeno jako jedno z deseti měst, které mohou ligu rozšířit. V prosinci 2016 komisař MLS Cincinnati navštívil, prohlédl si město, Nippert Stadium a setkal se se zástupci klubu. V květnu 2018 vedení oficiálně oznámilo, že FC Cincinnati vstoupí v roce 2019 do ligy.

## Soupiska
Pro sezonu 2020
| Číslo |                     | Pozice | Hráč              |
| ----- | ------------------- | ------ | ----------------- |
| 1     | USA                 | B      | Bobby Edwards     |
| 2     | Kostarika           | O      | Kendall Waston    |
| 3     | Švédsko             | O      | Tom Pettersson    |
| 4     | USA                 | O      | Greg Garza        |
| 6     | Bosna a Hercegovina | Z      | Haris Medunjanin  |
| 7     | Japonsko            | Ú      | Júja Kubo         |
| 8     | Kostarika           | Z      | Allan Cruz        |
| 9     | Maroko              | Ú      | Adrien Regattin   |
| 10    | Nizozemsko          | Ú      | Jürgen Locadia    |
| 11    | Nizozemsko          | Z      | Siem de Jong      |
| 12    | USA                 | O      | Saad Abdul-Salaam |
| 14    | USA                 | O      | Nick Hagglund     |
| 16    | USA                 | O      | Zico Bailey       |
| 17    | Francie             | O      | Mathieu Deplagne  |

| Číslo |            | Pozice | Hráč                 |
| ----- | ---------- | ------ | -------------------- |
| 18    | USA        | B      | Spencer Richey       |
| 19    | USA        | Ú      | Brandon Vazquez      |
| 20    | USA        | Ú      | Jimmy McLaughlin     |
| 22    | Polsko     | B      | Przemysław Tytoń     |
| 23    | Nizozemsko | O      | Maikel van der Werff |
| 24    | USA        | Z      | Frankie Amaya        |
| 26    | USA        | Z      | Tommy McCabe         |
| 27    | USA        | Z      | Fatai Alashe         |
| 31    | Gambie     | Ú      | Kekuta Manneh        |
| 33    | USA        | Z      | Caleb Stanko         |
| 36    | USA        | Ú      | Joe Gyau             |
| 81    | Jamajka    | Ú      | Rashwan Dally        |
| 96    | USA        | O      | Andrew Gutman        |

## Umístění v jednotlivých sezonách
| Major League Soccer (2019 – ) |    |   |   |    |      |                     |          |            |             |
| Sezóna                        | Z  | V | R | P  | Body | Pozice (liga/konf.) | Play-off | Pohár      | Liga mistrů |
| 2019                          | 34 | 6 | 6 | 21 | 24   | 12. / 24.           | —        | Osmifinále | —           |